# Calathea neoviedii
Calathea neoviedii är en strimbladsväxtart som beskrevs av Otto Georg Petersen. Calathea neoviedii ingår i släktet Calathea och familjen strimbladsväxter. Inga underarter finns listade.